# 浅野信
浅野 信（あさの しん、1905年〈明治38年〉12月11日 - 1984年〈昭和59年〉11月16日）は、日本の国語学者・国文学者。文学博士。和洋女子大学教授、國學院大學講師。本名は浅野信（のぶ）。

## 人物
1905年（明治38年）、栃木県に生まれる。1929年（昭和4年）、國學院大學卒。松下文法の松下大三郎に学んだ。浅野の文法論も浅野文法とも言われ、「国語学・国文学の泰斗」とされ、文法学のみならず、すぐれた俳諧文芸の研究者としても評価された。1958年（昭和33年）3月、「切字の研究」によって國學院大學より文学博士号を授与される。
著書として、『切字の研究』のほか、『音韻上より見たる俳諧文法論』『日本文法辞典』『日本文法文章論』『日本文法語法論』『日本文法文体論』『日本文法発想論』『文法と文学』『俳諧の語意と文法』など。俳文学に関するものとしては、『俳句前史の研究』『俳聖芭蕉』『俳諧美』『続俳諧美』『猿蓑註釈』『炭俵注釈』などがある。
このうち『日本文法辞典』の序は折口信夫によるものであるが、同書文語篇の序には、この辞典についてだけではなく、著者浅野信という人物についての、以下のような、折口による評が見られる。

## 著書『切字の研究』
1962年（昭和37年）、桜楓社出版刊。本書は、切字に関しての「近代以後に現われたほとんど唯一の系統だった論考」にして、「資料の博捜ぶりと、文法論にも及ぶ分析の周到さにおいては他に類をみない。」と、刊行から35年後、浅野没後の20世紀末においても高い評価が与えられている。角川源義も、「浅野信著『切字の研究』について」という小論において、「私はこの書を、俳句性論議にあけくれている現代俳壇の人々に是非一読をすすめる。」と、推挽した。本書により、浅野は「その方面の権威」と評価されている。

## 関連文献
- 西垣脩「浅野信氏著『切字の研究』」連歌俳諧研究26 P37-39 1963
- 田辺正男「浅野信博士著「切字の研究」」國學院雜誌64(4)P96-103 1963-04
- 小林祥次郎「浅野信氏著「切字の研究」について」言語と文芸7(1)P73-77 1965-01
- 浅野信博士古稀記念国語学論叢刊行会 編『浅野信博士古稀記念 国語学論叢』桜楓社、1977